# Thomas Friedrich Carstens
Thomas Friedrich Carstens (* 27. August 1666 in Lübeck; † 27. Oktober 1734 ebenda) war ein deutscher Jurist und Ratssekretär der Hansestadt Lübeck.

## Leben
Thomas Friedrich Carstens war der dritte von drei Söhnen des Lübecker Syndicus und späteren Ratsherrn Joachim Friedrich Carstens. Er studierte seit 1685 Rechtswissenschaften an den Universitäten Rostock, Königsberg und Frankfurt/Oder. Nach dem Studium wurde er zunächst Auditor in Schwedisch-Pommern und 1702 vom Lübecker Rat zum dritten Ratssekretär bestellt. Im Frühjahr 1715 wurde er als Nachfolger seines Bruders Joachim Lothar Carstens, der zum Ratsherrn erwählt worden war,  Protonotar der Stadt. Im Sommer desselben Jahres wurde er zusätzlich zum Reise-Syndicus Lübecks bestellt. Carstens starb 1734 an Schlagfluss. Der Rektor des Katharineums zu Lübeck Johann Henrich von Seelen verfasste seine Leichenschrift.